# Hesperis kitiana
Hesperis kitiana är en korsblommig växtart som beskrevs av Peter Hadland Davis. Hesperis kitiana ingår i släktet hesperisar, och familjen korsblommiga växter. Inga underarter finns listade i Catalogue of Life.